# Павиљон Србије на Бијеналу архитектуре у Венецији
Павиљон Србије на Бијеналу архитектуре у Венецији, познат и као Српски павиљон, је национални павиљон Србије током уметничких фестивала Бијенала у Венецији.

## Историја
Бијенале у Венецији је међународна изложба уметности која се одржава у Венецији. Често је описиван као „Олимпијада света уметности”, учешће на Бијеналу је престижан догађај за савремене уметнике. Централну изложбу је креирао уметнички директор, национални павиљони су организовали самосталне изложбе широм Венеције који су и домаћин редовних фестивала из других уметности: архитектуре, плеса, филма, музике и позоришта. Изван централне, међународне изложбе, поједине нације организују своје националне павиљоне за које су одговорни за трошкове одржавања и изградње. Земље без наменских зграда стварају павиљоне на местима широм града. Павиљон је дизајнирао Брено Дел Ђудис 1932. године, а изграђен је до 1938. као део комплекса Свете Јелене. Павиљони првобитно додељени Шведској и Грчкој су пренети на Југославију и Румунију. Павиљон су користили:
- 2012 — Марија Миковић, Марија Страјнић, Олга Лазаревић, Јанко Тадић, Небојша Стевановић, Милош Живковић, Александар Ристовић, Никола Андонов, Милан Драгић и Марко Маровић[3]
- 2015 — Иван Грубанов (Кустос: Лидија Мереник)[4]
- 2017 — Милена Драгичевић, Владислав Шћепановић и Драган Здравковић (Кустос: Никола Шуица)[5][6]
- 2022 — Владимир Николић (Кустос: Биљана Ћирић)[7]